# Gombafelhő

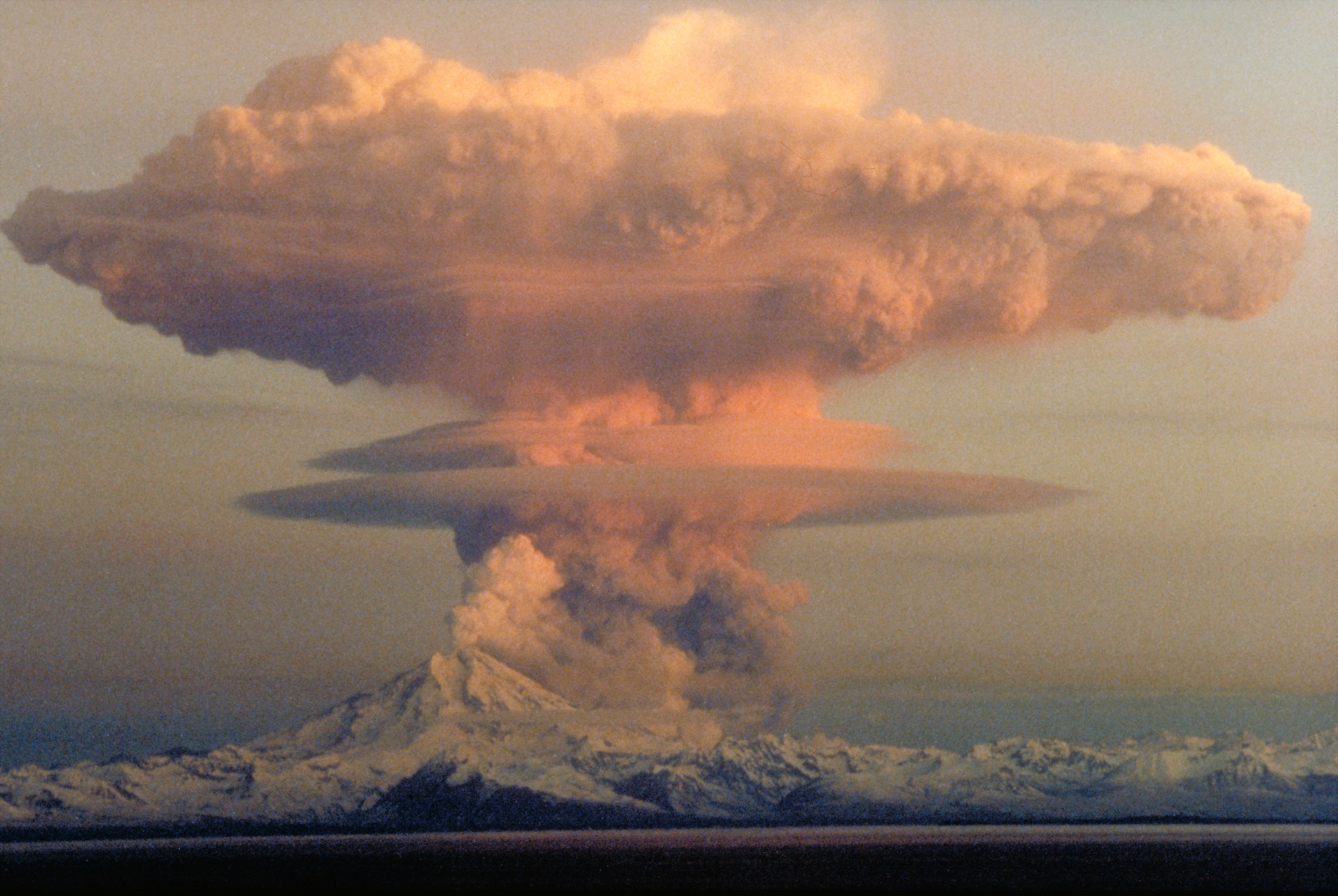
Az alaszkai Mount Redoubt tűzhányó 1990-es kitörése során keletkezett gomba alakú felhő

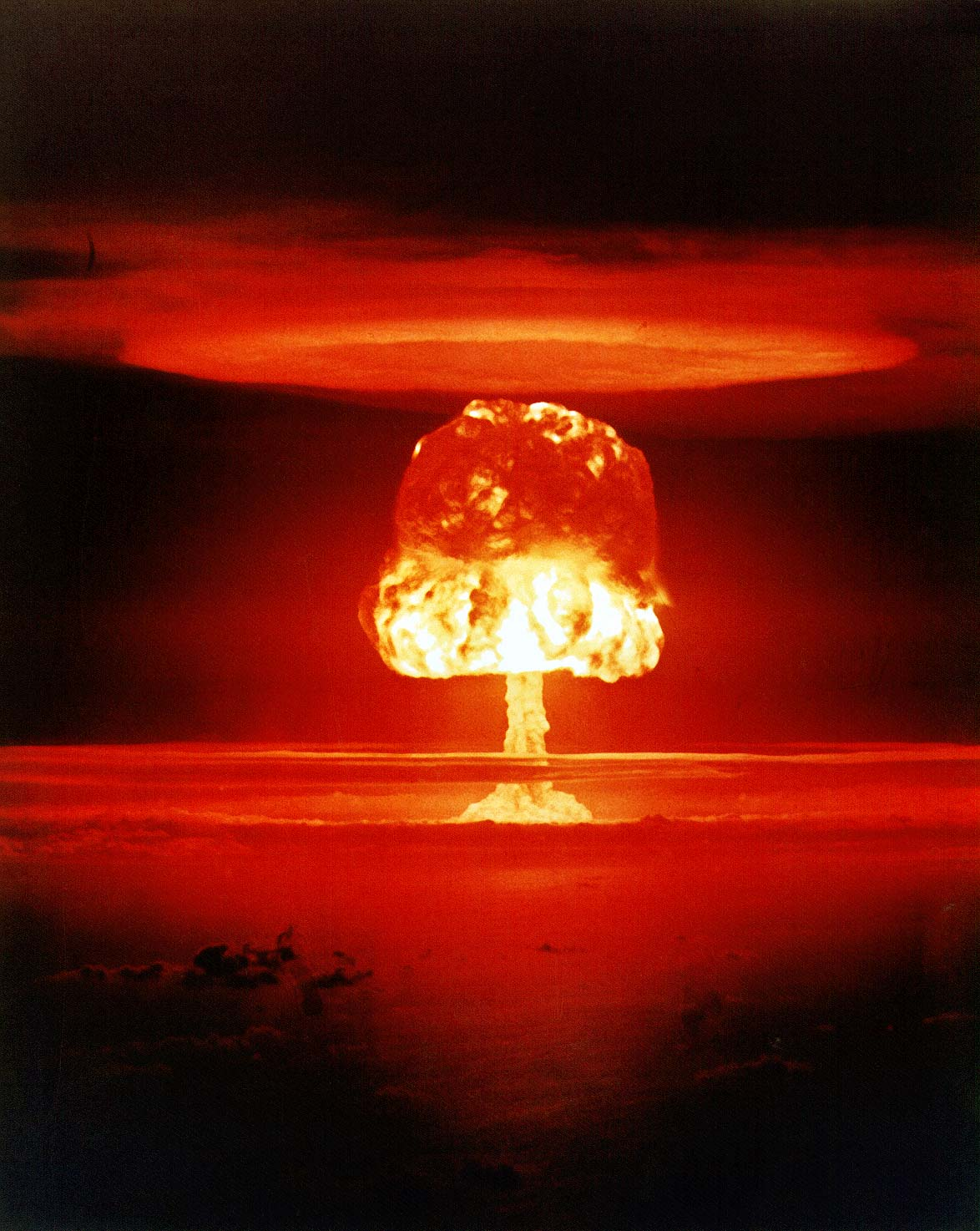
A Castle Romeo kísérleti robbantás gombafelhője (11 Mt)

A gombafelhő olyan egyedi, gomba alakú, kicsapódott vízpárából vagy törmelékből álló pirokumulusz felhő, amelyet rendszerint egy nagyon nagy robbanás hoz létre. Leggyakrabban nukleáris robbantásokkal hozhatók összefüggésbe, azonban bármilyen megfelelő nagyságú robbanás előidézheti. Így például a nagy teljesítményű GBU-43/B MOAB (Massive Ordnance Air Blast) hagyományos bomba felrobbantása is gombafelhő kialakulásával járhat. Természetes úton is létrejöhetnek gombafelhők, vulkánkitörések és meteoritbecsapódások által.
A gombafelhők nagy mennyiségű, forró, alacsony nyomású gázok gyors, talajközeli képződése során jönnek létre, úgynevezett Rayleigh–Taylor instabilitást alakítva ki. A gázok tömege gyorsan emelkedve turbulens örvényeket kelt, amelyek a szélüknél lefelé csavarodnak, ezáltal egy örvénygyűrűt hoznak létre, valamint további füstöt és törmeléket emelnek a magasba a középpontban, kialakítva a gombafelhő „szárát”. A gáztömeg egy idő után eléri azt  magasságot, ahol a sűrűsége megegyezik a környező légkör sűrűségével. Ekkor a felhő szétoszlik és a magával emelt törmelék szétszóródva visszahull a földre.

## Kialakulásuk
A gombafelhők nagy méretű robbanások hatására jönnek létre a Föld gravitációs vonzásának közrejátszásával. Gravitáció hiányában (például a világűrben) nem jönne létre a jellegzetes gombaalakzat, a robbanás gömbszerű lenne. Legismertebbek a nukleáris robbantások nyomán kialakuló gombafelhők. A robbanás során keletkező tűzgömb és lökéshullám hatásainak maximalizálása érdekében a nukleáris bombákat szokás szerint a talaj fölött robbantják fel, és nem a becsapódás alkalmával, mert a talaj a keletkező energia nagy részét elnyelné. Közvetlenül a detonáció után a tűzgömb emelkedni kezd, ugyanazon elv szerint, mint egy hőlégballon. Ahogyan emelkedik, alulról levegő szívódik be a felhőbe (hasonlóan egy kéményhez), ami erős légáramlatokat, úgynevezett utószeleket kelt, miközben a felhő fejében a forró gázok tórusz alakban forognak. Ha a robbanás a földfelszínhez viszonyítva elég alacsonyan történt, az utószelek törmeléket és különböző szennyeződéseket szippanthatnak fel a talajról, kialakítva a gombafelhő „szárát”.

## Nukleáris eredetű gombafelhők

A 21 kilotonnás Crossroads Baker sekély vízi robbantás kondenzációs felhője

A földfelszín fölött magasan felrobbantott nukleáris bombák nem okoznak gombafelhőt. A felhő erősen radioaktív részecskéket tartalmaz, elsősorban hasadási termékeket, amelyeket általában a légmozgások szétszórnak, a különböző időjárási jelenségek pedig (elsősorban az esők) a nukleáris hulladékot, gyakran nagy területeken, visszajuttatják a földre.
A mélyen talajszint vagy vízszint alatt történő nukleáris robbantások szintén nem idéznek elő gombafelhőt. Ezekben az esetekben a robbanás óriási mennyiségű talaj vagy víz elpárolgását eredményezi. A sekély vízben történő robbantások hatására egy vízoszlop keletkezik, amely visszaesése közben karfiol alakot vesz fel, amit gyakran összekevernek a „klasszikus” gombafelhő alakkal (például a Crossroads Baker kísérleti robbantás felhője). Kis mélységű talajszint alatti robbantások a gombafelhő mellett egy másik, talajközeli felhőt is létrehoznak. A légkörbe jutó radioaktív anyagok mennyisége csökken a növekvő detonációs mélységgel.
Talajfelszíni és légköri robbantások esetén az atmoszférába juttatott felszíni törmelék mennyisége gyorsan csökken a robbantás magasságának növekedésével. Körülbelül 7 méter/kilotonna robbantási magasságokban nem képződik kráter és ennek megfelelően kevesebb por és törmelék jön létre.
A sugárzás eloszlása a gombafelhőben függ a robbantás hozamától, a bomba típusától, a fúzió/fisszió aránytól, a robbantás magasságától, a domborzattól és az időjárástól. Általában elmondható, hogy a kisebb hozamú robbantások gombafelhőjének „fejében” található a radioaktivitás 90%-a, a „szárban” pedig 10%-a. A megatonna nagyságú robbantások (hidrogénbombák) esetében a radioaktivitás nagy része a gombafelhő alsó harmadára koncentrálódik.
A robbanás pillanatában kialakul az úgynevezett tűzgömb. Az emelkedő, nagyjából gömb alakú, forró és izzó gázok a légköri súrlódás hatásaára megváltoztatják alakjukat, felszínük lehűl az energia kisugárzás miatt és gömb alakból forgó, gyűrű alakú örvénnyé módosulnak. Az örvény levegőt szív a középpontjába, ezáltal szeleket kelt és lehűti magát. A forgás sebessége a lehűlés közben csökken és a későbbi fázisok során teljesen leállhat. A bomba elgőzölgött darabjai es más anyagok látható por formájában csapódnak ki, létrehozva a tulajdonképpeni felhőt. A fehéren izzó örvény sárga színű lesz, majd vörös, míg végül elveszti látható izzását. Tovább hűlve a felhő tömege megnő, ahogyan a légköri pára kicsapódik. A felhő emelkedésével és hűlésével csökken a lendülete és a további emelkedése lelassul. A tropopauza elérése után a felhő elkezd szétoszlani. Ha elegendő energiát tartalmaz, egy része elérheti a sztratoszférát.
A robbanás következtében nagy mennyiségű, vízpárával telített levegő emelkedik fel alacsonyabb magasságokból. Miközben a levegő egyre feljebb emelkedik, a hőmérséklete csökken, a vízpára cseppek formájában kicsapódik, amelyek később jégkristályokká fagynak. Ez a fázisátalakulás rejtett (latens) hőt generál, ami felmelegíti a felhőt és emiatt az még tovább emelkedik.

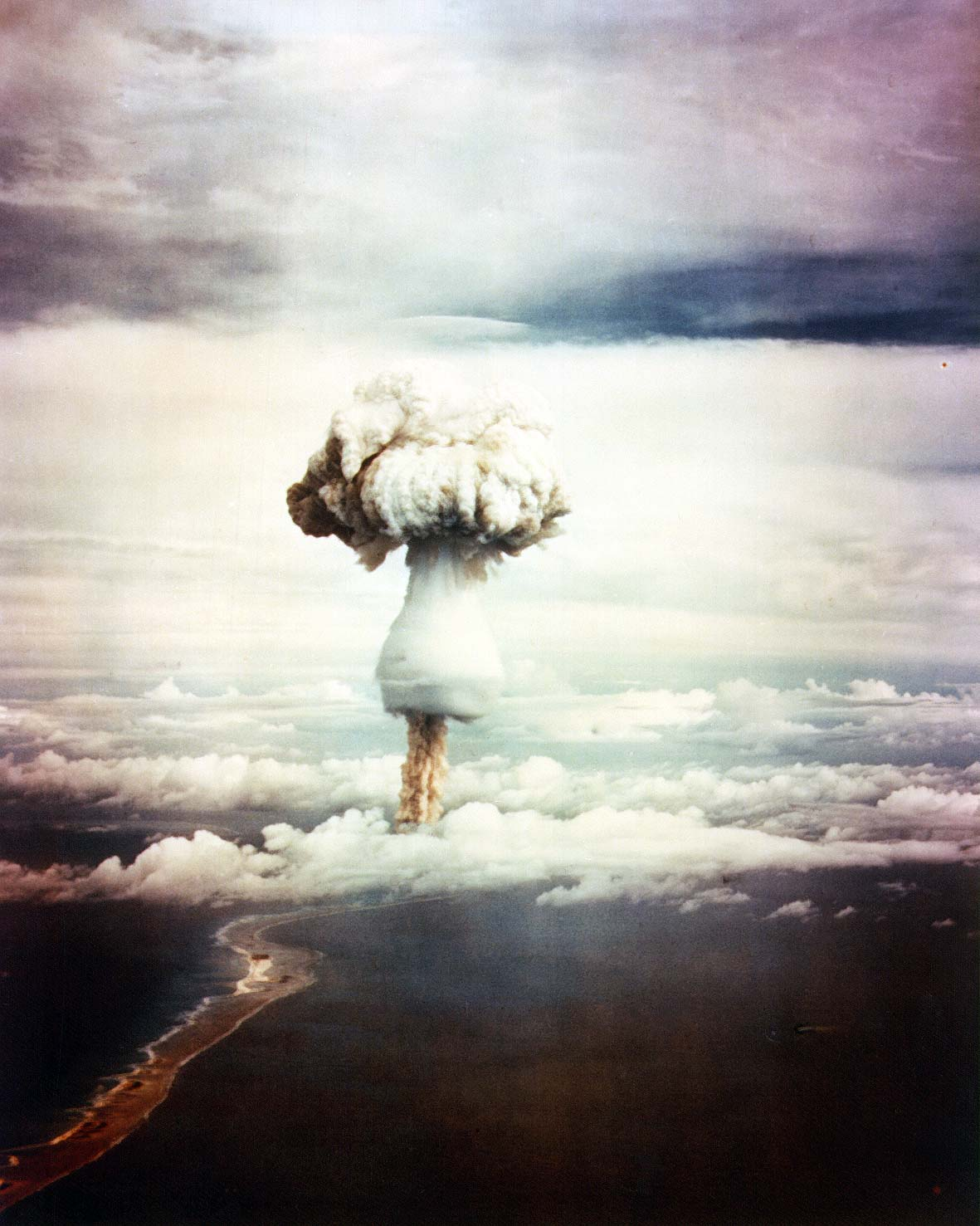
A Greenhouse George robbantás gombafelhője.

A gombafelhő a következő átalakulási fázisokon megy keresztül:
- korai szakasz: nagyjából az első 20 másodperc; a tűzgömb kialakulásakor a hasadási termékek összekeverednek a talajról felszívott vagy a kráterből kirepült anyagokkal. Az elpárolgott talajrészecskék kicsapódása az első másodpercek során végbemegy, legintenzívebben a 3500-4100 K közötti hőmérsékleteken.
- emelkedési és stabilizációs szakasz: mintegy 10 másodperc és 10 perc között; a forró gázok felemelkednek és a korai lehullási termékek lerakódnak.
- késői szakasz: az első két fázist követően mintegy 2 napig tart, amikor a lebegő részecskéket a szél szétszórja, a gravitáció leülepíti, a csapadék pedig elmossa.

Egyes radioaktív felhők kezdeti színe vörös vagy vörösesbarna, a nitrogén-dioxid és salétromsav jelenléte miatt. A robbanás magas hőmérsékletű és erős sugárzású környezetében ózon is keletkezik. Becslések szerint a megatonnánként keletkezett nitrogén-oxidok mennyisége mintegy 5000 tonna. Sárga és narancssárga színárnyalatokat egyaránt leírtak. A vöröses árnyalatot később elhomályosítja a vízpára fehér színe, valamint a füst és törmelék fekete színezete. Az ózon miatt a robbanásnak jellegzetes koronakisülés szaga van.

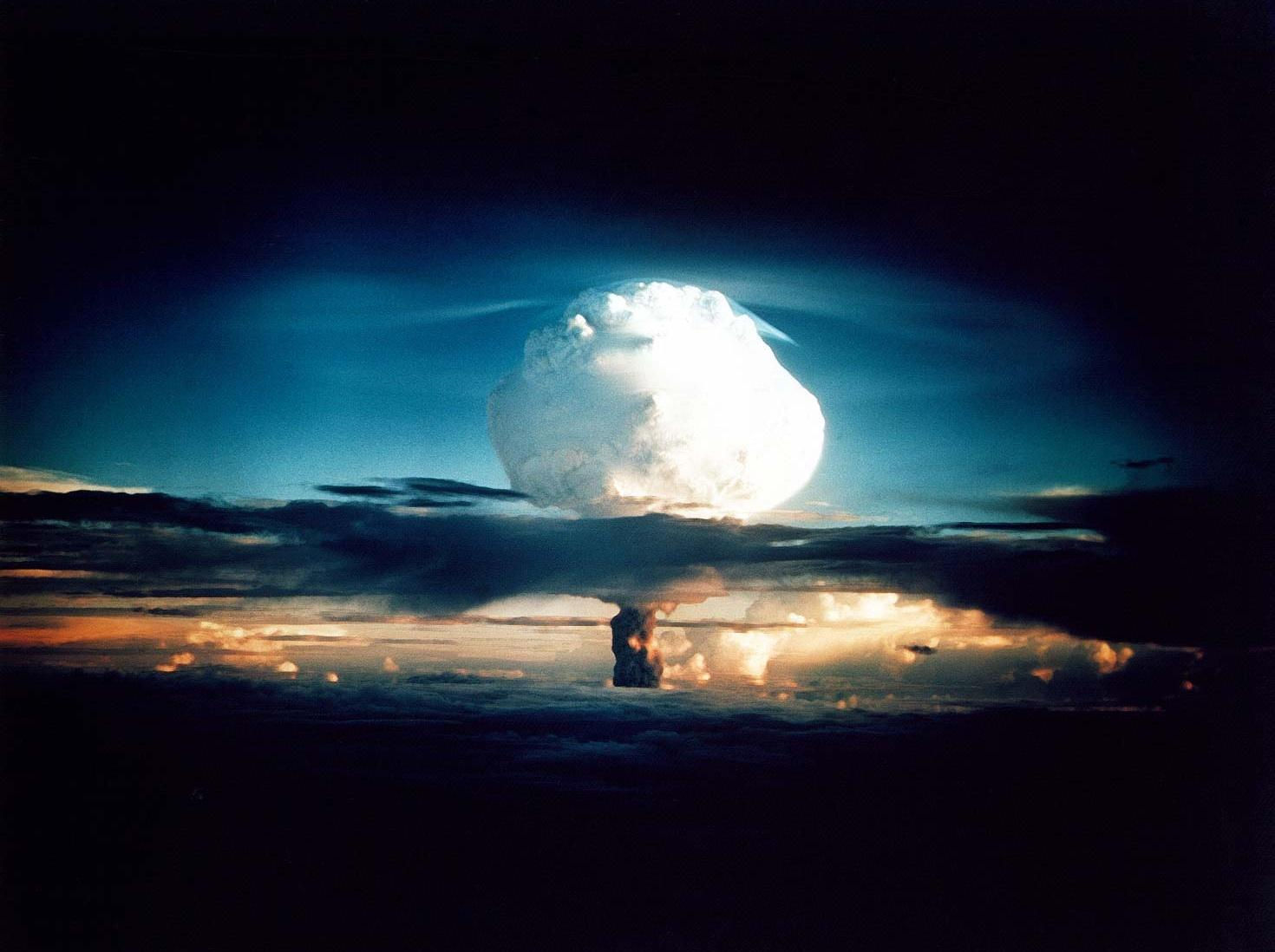
Az első termonukleáris bomba, az Ivy Mike (>10 Mt) által létrehozott gombafelhő.

A kicsapódott vízcseppek fokozatosan elpárolognak, ami a felhő látszólagos eltűnéséhez vezet. A radioaktív részecskék azonban a levegőben maradnak és az immáron láthatatlan felhőben tovább mozognak.
Talajszinti robbantásoknál a felhő „szára” barna és szürke árnyalatú, amit a felszívott por, szemét és talaj okoz. Magasabban történt robbantások esetén a szár fehér és gőzölgő. Földszinti robbantások sötét gombafelhői a bomba burkolatának maradványai mellett talajból származó besugárzott anyagokat is tartalmaznak, aminek következtében helyileg több és nagyobb részecskeméretű radioaktív hulladék rakódik le.
Nagyobb méretű robbantások a keletkező nitrogén-oxidokat olyan magasságokig is a légkörbe juttahatják, ahol azok az ózonréteget károsítják.
Bizonyos körülmények között kétszintű gombafelhő is kialakulhat.Például a Buster-Jangle Sugar robbantás első szintjét maga a robbanás hozta létre, a másodikat pedig az újonnan kialakult kráterből kisugárzódó hő.
A radioaktív hulladék lehet száraz, hamuszerű pelyhek tömege, vagy olyan részecskék, amelyek szabad szemmel nem láthatók. Bőrfelületre lerakódó, erősen radioaktív részecskék úgynevezett béta-égéseket okoznak, amelyek elszíneződött foltok és sebek formájában jelentkeznek. A Castle Bravo teszt során fehér színű, hópelyhekre hasonlító, felületekhez tapadó és sós ízű hulladék keletkezett, ami a „Bikini hó” nevet kapta. A Wigwam vízi robbantás hulladékanyagának 41,4%-át szabálytalan alakú, átlátszatlan részecskék tették ki, valamivel több, mint 25%-uk áttetsző és átlátszatlan részekből állt, 20%-át mikroszkopikus tengeri szervezetek alkották, 2%-a pedig ismeretlen eredetű volt.

## A felhő összetétele
A felhő három fő anyagi összetevőből áll: a bomba maradványai és a hasadási termékek, a földről származó anyagok, valamint vízpára. A felhő sugárzási tömegét elsősorban a nukleáris hasadási termékek, a bomba maradványaiból származó neutron aktivációs izotópok, levegő és kis mennyiségben talajtörmelékek adják.
A sugárzás nagy részét a hasadási termékek adják. A termonukleáris fegyverek hozamának szignifikáns hányadát a magfúzió biztosítja. A fúzió termékei jellemzően nem radioaktívak. Ezért egy bomba sugárzási hulladék termelésének mértékét hasadási kilotonnában mérik. A Cár-bomba 50 megatonnás hozamának 97%-át a fúzió eredményezte, emiatt viszonylag „tiszta” fegyver volt.
Kezdetben a tűzgömb erősen ionizált plazmát tartalmaz, ami a bomba atomjaiból, hasadási termékekből és légköri gázokból áll. A plazma hűlésével az atomok reakcióba lépnek egymással, apró cseppeket hoznak létre, majd szilárd oxid részecskéket. A részecskék nagyobb részecskékkel egyesülnek, illetve mások felületén tapadnak le. A nagyobb méretű részecskék rendszerint kívülről szívódnak be a felhőbe. Amikor a felhő hőmérséklete megfelelően magas, a bekerült részecskék megolvadnak és összekeverednek a hasadási termékekkel. A nagyobb méretű részecskék felületére radioaktív anyagok tapadnak. A felhőbe később bekerülő részecskék (amikor a felhő hőmérséklete már elég alacsony) nem szennyeződnek jelentősen. A nukleáris fegyverből származó részecskék elég aprók ahhoz, hogy sok ideig a levegőben maradjanak, ezáltal szétszéledjenek és koncentrációjuk a veszélyes szint alá csökkenjen. A nagy magasságban történt robbantások, amelyek a földről nem szívnak fel törmeléket, vagy csak azután vesznek fel port, miután eléggé lehűltek és ennek következtében a radioaktív részecskék frakciója kicsi, lényegesen kisebb helyi szennyezést okoznak, mint a talajközeli robbantások. A nagy magasságban történő robbantások elsődleges részecskegeneráló folyamatai a kondenzáció és az azt követő koaguláció. A kis magasságban végrehajtott és talajszinti robbantásoknál az elsődleges folyamat a más részecskékre való lerakódás.
Egy alacsony magasságú robbanás megatonnánként 100 tonna port tartalmazó felhőt generál. Egy talajszintű robbanás ennél akár háromszor is több port tartalmazó gombafelhőt hozhat létre. Egy ilyen robbanás alkalmával kilotonnánként megközelítőleg 200 tonna talaj olvad meg és szennyeződik radioaktivitással. A tűzgömb térfogata azonos a légköri és talajszinti robbantásoknál. Ez utóbbi esetben alakja gömb helyett félgömb, és ennek megfelelően nagyobb sugárral rendelkezik.
A részecskék mérete a mikrométer alatti és mikrométeres tartománytól kezdődően (ezek a plazma kondenzációja során jönnek létre a tűzgömbben) a 10-500 mikrométeres tartományon keresztül (felszíni anyagokból, amelyeket a lökéshullám kavart fel és az utószelek a magasba emeltek) a milliméteres vagy annál nagyobb méretű anyagdarabokig terjed (kráter kilökődések). A részecskék mérete és a magasságuk befolyásolja a légkörben való tartózkodási idejüket. A nagyobb méretűek hajlamosak a száraz formában való lerakódásra. A kisebbek csapadék formájában juthatnak ismét vissza a földre, a gombafelhőben található párával kapcsolatba lépve, vagy pedig úgy, hogy a gombafelhő találkozik egy csapadékfelhővel.
Légköri robbantásokból származó részecskék mérete kisebb, mint 10-25 mikrométer, rendszerint mikrométer alatti tartományba esnek. Leginkább vas-oxidokból állnak, kisebb mennyiségben alumínium-oxidot, uránt és plutónium-oxidokat tartalmaznak. Az 1-2 mikrométernél nagyobb részecskék gömbölyű alakúak. A radioaktivitás egyenlően oszlik el a részecskékben, ezáltal a részecskék aktivitása lineáris összefüggést mutat azok térfogatával.
Talajszintű és alacsony magasságú robbantásoknál a felhő elpárolgott és megolvadt talajrészecskéket is tartalmaz. A radioaktív sugárzás eloszlása ezekben a részecskékben azok keletkezési módjától függ. A párolgási-lecsapódási folyamatok során létrejött részecskék aktivitása, a légköri robbantásokból származó részecskékhez hasonlóan, egyenlően oszlik el azok térfogatában. A nagyobb méretű, olvadt részecskék esetében a hasadási termékek elsősorban azok külső rétegeiben halmozódnak fel, míg a nem megolvadt részecskéknél azok felületén, egy vékony rétegben találhatók meg. Az ilyen részecskék összetétele a talaj jellegétől függ, általában szilikátásványokból álló üvegszerű anyag. A részecskék lehetnek gömbszerűek vagy szabálytalan alakúak. Óceánokban, vagy közvetlenül felettük robbantott bombák által létrehozott részecskékben rövid élettartamú nátrium-izotópok és sók találhatók, amelyek a tengervízből származnak. Az olvadt szilícium-dioxid a fém-oxidok kitűnő oldószere és könnyűszerrel bekebelez kisebb részecskéket, emiatt a kovatartalmú talajok feletti robbantások teljes térfogatukban izotópokat tartalmazó részecskéket hoznak létre. Ezzel ellentétben a mészkő tartalmú korallok törmelékei a radioaktív részecskéket felületükön halmozzák fel.
A legnagyobb méretű és ennek következtében legradioaktívabb részecskék a robbanást követő néhány órán belül leülepednek. A kisebb részecskék nagyobb magasságokba emelkednek és lassabban szállnak alá, és kevésbé radioaktív állapotban érnek földet, ugyanis a legrövidebb felezési idejű izotópok gyorsan bomlanak. A legkisebb részecskék elérhetik a sztratoszférát, ahol hetekig, hónapokig vagy akár évekig is tartózkodhatnak és a légköri áramlások miatt nagy távolságokat tehetnek meg.
A gombafelhőben található vízcseppek kondenzációja a jelen levő kondenzációs magvak mennyiségétől függ. Túl sok mag valójában gátolja a kondenzációt, ebben az esetben ugyanis a részecskék versengenek az elégtelen mennyiségű vízpáráért.
A légkörből való leülepedést követően a részecskék természetbeni eloszlását az elemek és oxidjaik reaktivitása, az ion-adszorpciós tulajdonságok és az oldhatóság befolyásolja. A radioizotópok terjedését a bioszférában a bioakkumuláció befolyásolja.

## Radioizotópok
A visszahullott anyagok elsődleges veszélyforrásaként a rövid élettartamú izotópok gamma-sugárzása jelölhető meg. A robbanást követő 24 órán belül a lehullott anyagok gamma-sugárzási szintje 60-szor lecsökken. A hosszabb életű radioizotópok, mint a cézium-137 és a stroncium-90, hosszútávú kockázatot jelent. Az intenzív béta-sugárzás béta-égéseket okozhat embereknél és állatoknál, akik kapcsolatba kerülnek a robbanás során keletkezett és visszahullott anyagokkal. A lenyelt vagy belélegzett alfa- és béta-részecskék belső sugárzási dózist okoznak, ami hosszú távon káros hatásokkal járhat, többek között rák is kialakulhat.
A légkör neutronok általi besugárzása létrehozza a hosszú élettartamú szén-14 és a rövid élettartamú argon-41 izotópokat. A tengervíz legfontosabb elemei az indukált radioaktivitás szempontjából nátrium-24, magnézium és bróm. Talajszinti robbantások fontos izotópjai az alumínium-28, szilícium-31, nátrium-24, mangán-56, vas-59 és kobalt-60.
A bomba burkolata neutron-aktivált radioizotópok jelentős forrása lehet. Az indukált izotópok között megemlíthetők: kobalt-60, 57 és 58, vas-59 és 55, mangán-54, cink-65, ittrium-88, és valószínűleg nikkel-58 és 62, nióbium-63, holmium-165, irídium-191, valamint a rövid élettartamú mangán-56, nátrium-24, szilícium-31 és alumínium-28. Ezeken felül jelen lehet az európium-152 és 154, akárcsak ródium-102 két magizomere. A Hardtack hadművelet során a bombák burkolatához „követő elemekként” hozzáadott elemekből volfrám-185, 181 és 187, valamint rénium-188 keletkezett.
A legjelentősebb sugárzási források a hasadási termékek. Energiaegységre vonatkoztatva egy termonukleáris robbanás sokkal több neutront szabadít fel, mint egy csak maghasadáson alapuló, ezáltal a hasadási termékek összetétele eltér egymástól. Például az urán 237-es izotópja egyedi termonukleáris robbanás marker, amely urán-238-ból keletkezik. Ehhez a magreakcióhoz szükséges minimális neutron energia mintegy 5,9 MeV.
A robbanás után a részecskék radioaktivitása idővel csökken, különböző időszakokban különböző izotópok dominálnak. Talaj esetében az első 15 percben a legfontosabb összetevő az alumínium-28. Ezt követi a mangán-56 és a nátrium-24, 200 óráig. Ezután a vas-59 az uralkodó, 300 óráig. 100-300 nap után a kobalt-60 válik jelentőssé.
A radioaktív részecskék tekintélyes távolságokra szállítódhatnak el. A Trinity tesztből származó sugárzást egy zivatar mosta el [Illinois] államban. A Castle Bravo tesztrobbantás radioaktív hulladékát előre nem várt szelek a Rongelap Atoll felé szállították, ezért az atollt evakuálni kellett. Egy japán halászhajó, a Daigo Fukuryu Maru, legénységét is érintette a sugárzás, holott az előrejelzett veszélyes zónán kívül tartózkodott. Később, a robbantások miatt világszerte felgyűlő stroncium-90 miatt írták alá a nukleáris tesztek részleges betiltását célzó egyezményt.

## Kondenzációs hatások
A nukleáris eredetű gombafelhőket gyakran kísérik rövid élettartamú párafelhők, az úgynevezett „Wilson felhők”, más néven kondenzációs felhők vagy gőzgyűrűk. Ezeket a robbanás lökéshulláma hozza létre, amely a környező levegő hőmérsékletének hirtelen esését váltja ki, ez pedig a vízpára kicsapódását okozza a gombafelhő körül. Amikor egy nukleáris fegyvert nedves levegőben robbantanak fel, a lökéshullám „negatív fázisa” a robbanást körülvevő levegő sűrűségének csökkenését okozza. Ez az illető légtömeg ideiglenes lehűlését vonja maga után, ami a benne lévő vízpára egy részének kicsapódását okozza. Amikor a hőmérséklet és a nyomás visszaállnak a „normális” értékekre, a kondenzációs felhő szétoszlik. A jelenségnek a Wilson felhő nevet a Crossroads hadművelet során adták a tudósok, ugyanis megjelenésében hasonlít a Wilson-féle ködkamra belsejéhez.
A kondenzációs felhők alakját több tényező is befolyásolja, úgy mint a lökéshullám alakja, a különböző légköri rétegek hőmérséklete és páratartalma. A tűzgömb körül és felett gyakran megfigyelhetők kondenzációs gyűrűk. A tűzgömb körüli gyűrűk stabilizálódhatnak és az emelkedő szárat is körülvehetik. A nagyobb teljesítményű bombák robbanásai erőteljes függőleges légáramlatokat okoznak, amelyekben a levegő sebessége elérheti a 450 kilométeres óránkénti sebességet. Az emelkedett páratartalmú levegő felszívódása, karöltve a nyomás és hőmérséklet csökkenésével, a szár körül szoknyák és harangok létrejöttéhez vezet. Ha a vízcseppek elég nagyok lesznek, az általuk formált felhőstruktúra elég nehézzé válhat ahhoz, hogy elkezdjen leereszkedni. Létrejöhet egy emelkedő szár egy ereszkedő haranggal. A levegő páratartalom-rétegzettsége, ami a kondenzációs gyűrűk kialakulását is okozza, a szár körüli kondenzációs termékek alakját befolyásolja. A gombafelhő függőleges terjedése alacsonyabb magasságokból páradús levegőt taszít az emelkedő felhő fölé, ahol a nagy magasság miatt a vízpára kicsapódik és a cseppecskék megfagynak, ezáltal jégsapka alakul ki.
A keletkező struktúrák meglehetősen komplexek is lehetnek. Például a Castle Bravo gombafelhője, fejlődésének különböző szakaszaiban 4 kondenzációs gyűrűvel, 3 jégsapkával, 2 szoknyával és 3 haranggal is rendelkezett.

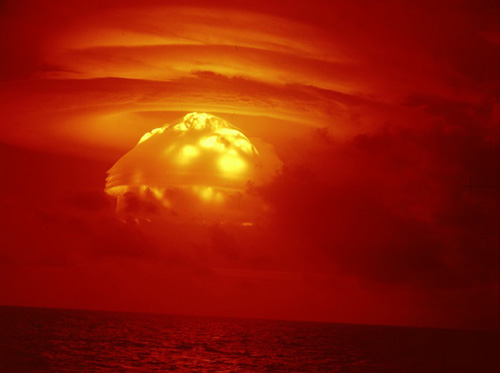
A Castle Bravo hidrogénbomba (>15 Mt) gombafelhője fölött látható kondenzációs sapkák. A tűzgömb alatt kivehető a szoknya/harang képződmény.
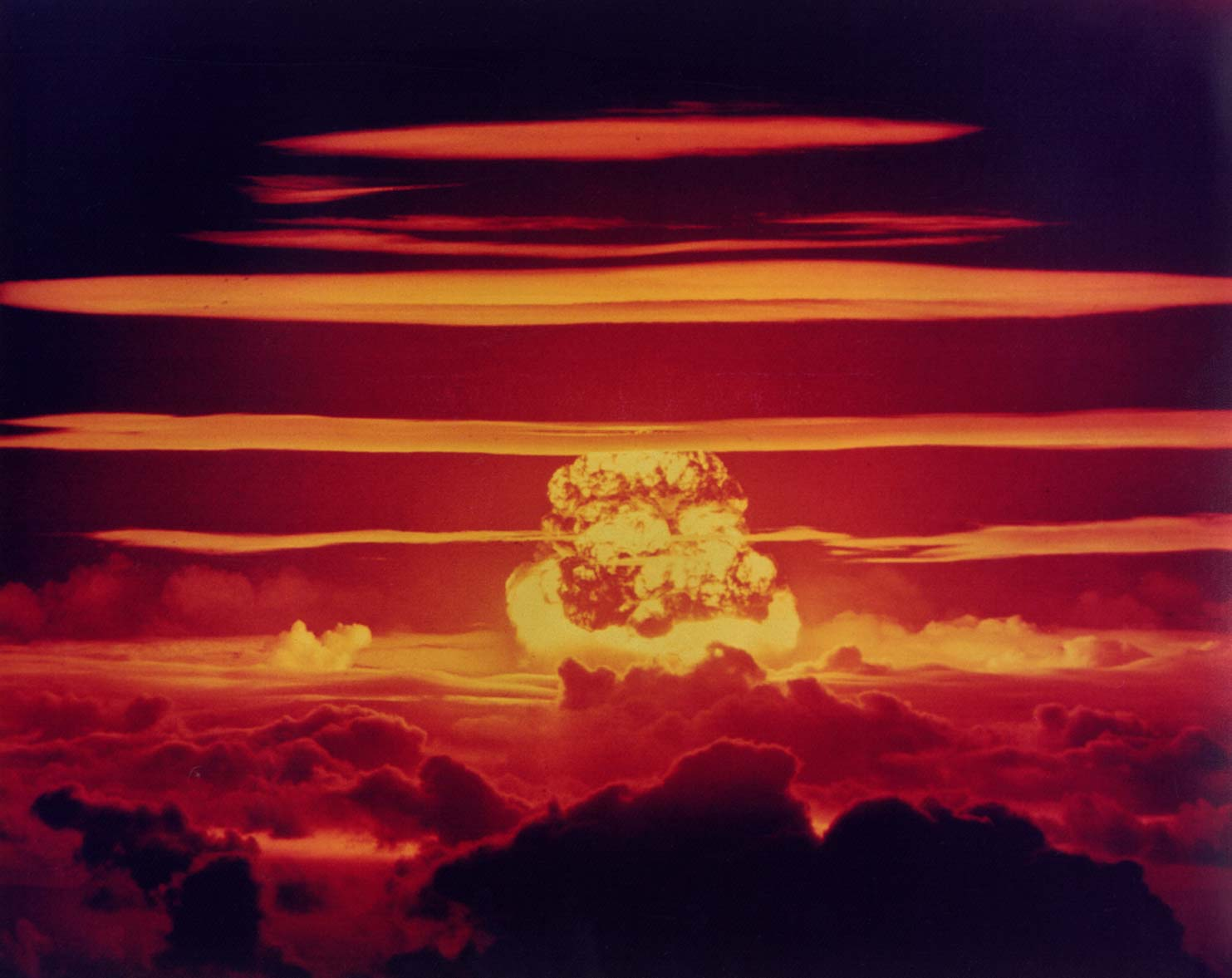
A Redwing Dakota (1,1 Mt) gombafelhőjét körülvevő kicsapódási gyűrűk és a felhő fölött elhelyezkedő jégsapka.
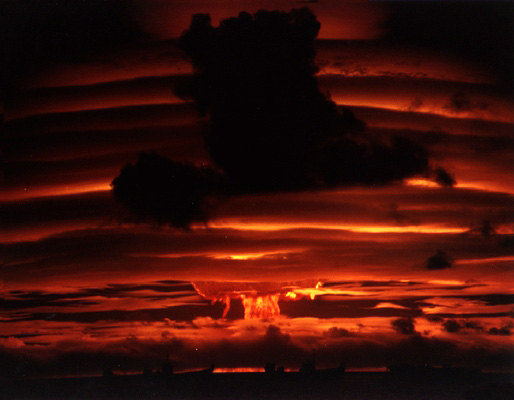
Számos kondenzációs gyűrű figyelhető meg a Redwing Apache (1,85 Mt) gombafelhője körül.
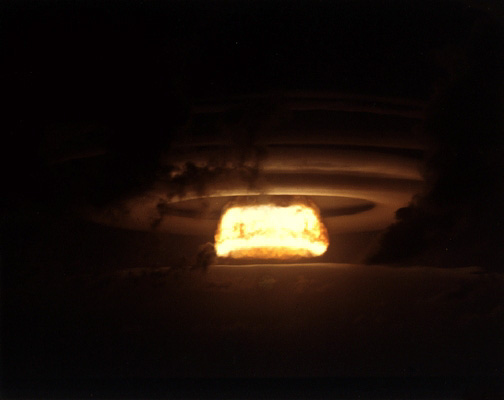
Jellegzetes kondenzációs gyűrűk a Dominic Sunset (1 Mt) robbantást követően.

## Fordítás
- Ez a szócikk részben vagy egészben  a   Mushroom cloud című angol Wikipédia-szócikk ezen változatának fordításán alapul.  Az eredeti cikk szerkesztőit annak laptörténete sorolja fel. Ez a jelzés csupán a megfogalmazás eredetét és a szerzői jogokat jelzi, nem szolgál a cikkben szereplő információk forrásmegjelöléseként.

## Külső hivatkozások
- Nukleáris robbantásokról készült fényképek és videófelvételek Archiválva 2016. június 10-i dátummal a Wayback Machine-ben
- The Nuclear Weapon Archive - A Guide to Nuclear Weapons (angolul)
- Chronological Development of Air Burst (angolul)